# Pole (województwo lubuskie)
Pole (niem. Pohlo, łuż. Pólo) – wieś w Polsce, położona w województwie lubuskim, w powiecie krośnieńskim, w gminie Gubin.
Od 14 czerwca 1945 do grudnia 1954 siedziba gminy Pole. W latach 1975–1998 wieś administracyjnie należała do województwa zielonogórskiego.
Historia wsi sięga XV wieku. W roku 1363 w dokumentach wystąpiła pod nazwą (Pule). Do wsi należał wcześniej folwark, młyn wodny, owczarnia oraz – w późniejszym okresie – nadleśnictwo. W 1952 roku we wsi zamieszkiwało 131 osób. Powstała tu również spółdzielnia produkcyjna III typu do której należało 13 gospodarzy, ale w 1956 roku została rozwiązana. Posiada sieć wodną od 1989 roku. W 1999 roku we wsi utworzono Wiejski Ośrodek Zdrowia jako filię SP ZOZ w Stargardzie Gubińskim.